# 谷内繁
谷内 繁（たにうち しげる、1962年9月7日 - ）は、日本の財務官僚。厚生労働省社会・援護局長、内閣官房まち・ひと・しごと創生本部事務局地方創生総括官補を経て、内閣官房子ども家庭庁設置準備室長。

## 人物・経歴
京都府出身。洛星高等学校、東京大学法学部卒業。東大在学中に国家公務員採用Ⅰ種試験（法律）に合格。1986年 大蔵省入省、主計局総務課。同期に茶谷栄治、田島淳志、天谷知子、藤本拓資、大西淳也など。1987年5月 主計局主計企画官付。1989年7月 大臣官房調査企画課調査主任。1992年7月10日 福岡国税局佐世保税務署長。1993年7月 大蔵省主税局税制第三課課長補佐。1994年 大蔵省主税局総務課課長補佐（総務）。1996年 和歌山県総務部財政課長。1998年 大蔵省金融企画局信用課信用機構室課長補佐（総括）。2000年 大蔵省主税局調査課課長補佐。
2001年1月 財務省大臣官房付兼内閣官房行政改革推進事務局公務員制度等改革推進室企画官。2002年7月 財務省理財局総務課企画官。2003年 財務省大臣官房総合政策課企画官。2004年 大阪国税局課税第一部長。2005年 財務省主計局厚生労働係企画官。2006年 厚生労働省保険局総務課企画官。2007年 財務省主税局税制第二課主税企画官。2008年 財務省主計局給与共済課長。2009年 財務省主計局主計官（農林水産係担当）。2010年 財務省理財局国庫課長。2011年 財務省理財局国有財産企画課長。2012年 財務省理財局財政投融資総括課長。2013年 財務省理財局総務課長。
2014年 異例の人事で厚生労働省大臣官房審議官（賃金、社会・援護・人道調査担当）に就任。社会保障費抑制のため失態続きの厚生労働省に転籍したとの観測が流れた。2015年10月 厚生労働省大臣官房審議官（医療保険担当）。厚生労働省大臣官房審議官（老健担当）、医政局併任、社会・援護局併任、保険局併任を経て、2018年 厚生労働省社会・援護局長。2020年 内閣官房内閣審議官（内閣官房副長官補付）兼まち・ひと・しごと創生本部事務局地方創生総括官補兼社会保障改革担当室長兼全世代型社会保障検討室長代理、内閣府地方創生推進室次長。2021年 内閣官房孤独・孤立対策担当室長、内閣官房デジタル田園都市国家構想実現会議事務局次長、内閣官房こども家庭庁設置法案等準備室長。2022年 内閣官房こども家庭庁設立準備室長。同年 日本たばこ産業監査役。